# Gheorghe Vidican (delegat)
Gheorghe Vidican (n. 1864, Grăniceri, județul Arad – d. 1930, Grăniceri, județul Arad) a fost un deputat în Marea Adunare Națională de la Alba Iulia, organismul legislativ reprezentativ al „tuturor românilor din Transilvania, Banat și Țara Ungurească”, cel care a adoptat hotărârea privind Unirea Transilvaniei cu România, la 1 decembrie 1918 :p. 96.

## Biografie
A urmat șase clase primare, fiind agricultor, dar și membru al C. N. R. local și viceprimar în Grăniceri :p. 96.  

## Activitatea politică
Gheorghe Vidican a fost membru al Consiliului Național Român din localitatea natală. A fost delegat la Marea Adunare Națională de la Alba Iulia de la 1 decembrie 1918 din partea cercului electoral Aletea-Sântana, comitatul Arad, iar  după anul 1918 a fost viceprimar în localitatea natală.